# 上狩野村
上狩野村（かみかのむら）は静岡県の東部、田方郡に属していた村である。現在の伊豆市南部、湯ヶ島温泉を中心とした地域にあたる。

## 地理
- 河川：狩野川
- 滝：浄蓮の滝
- 山：棚場山
- 峠：天城峠
- 湖沼：八丁池

## 歴史
- 1889年（明治22年）4月1日 - 町村制の施行により、門野原村、吉奈村、月ヶ瀬村、矢熊村、田沢村、市山村、湯ヶ島村が合併して発足。
- 1937年（昭和12年）3月15日 - 中外鉱業持越鉱業所（持越金山）で坑内火災[1]。48人が死亡。
- 1960年（昭和35年）11月1日 - 中狩野村と合併して天城湯ケ島町が発足。同日中狩野村廃止。

## 交通

### 道路
- 下田街道

## 名所・旧跡・観光スポット・祭事・催事
- 湯ヶ島温泉
- 吉奈温泉
- 月ヶ瀬温泉
- 嵯峨沢温泉